# Cheaper by the Dozen (2022)
Cheaper by the Dozen é um filme americano do gênero comédia familiar de 2022, sendo um remake dos filmes de 1950 e 2003 com o mesmo nome, que foram inspirados na vida real da família Gilbreth e no relato semi-autobiográfico de suas vidas como escrito no romance de 1948, Cheaper by the Dozen, de Frank Bunker Gilbreth Jr. e sua irmã Ernestine Gilbreth Carey. O filme é dirigido por Gail Lerner em sua estréia na direção de longas-metragens com um roteiro coescrito por Kenya Barris e Jenifer Rice-Genzuk Henry.
Produzido pela Walt Disney Pictures, Cheaper by the Dozen teve sua estreia mundial no El Capitan Theatre em 16 de março de 2022 e foi lançado no Disney+ em 18 de março de 2022.

## Elenco
- Gabrielle Union como Zoey Baker
- Zach Braff como Paul Baker
- Erika Christensen como Kate Baker
- Timon Durrett como Dom Clayton
- Journee Brown como Deja Clayton
- Kylie Rogers como Ella Baker
- André Robinson como DJ Clayton
- Caylee Blosenski como Harley Baker
- Aryan Simhadri como Haresh Baker
- Leo Abelo Perry como Luca Baker
- Mykal-Michelle Harris como Luna Baker
- Christian Cote como Bailey Baker
- Sebastian Cote como Bronx Baker
- Luke Prael como Seth Baker
- Mark Jirgis como Bebê Haresh Baker
- Brittany Daniel como Melanie
- Cynthia Daniel Hauser como Michele
- Simeon Daise como Chris
- Ron Funches como Vizinho de Seth
- Lola Raie como Thalia
- Abby Elliott como Tricia
- June Diane Raphael como Anne Vaughn

## Produção
Em 2016, foi relatado que Kenya Barris trabalharia com a 20th Century Fox em um remake de Cheaper by the Dozen. Em 6 de agosto de 2019, após a aquisição da 21st Century Fox pela Disney, o CEO da Disney, Bob Iger, anunciou que um reboot de Cheaper by the Dozen estava em desenvolvimento e que estrearia no serviço de streaming da empresa, Disney+. Gail Lerner foi contratada para dirigir o filme com um roteiro coescrito por Kenya Barris e Jenifer Rice-Genzuk Henry, e Regina Hall estava em negociações para se juntar ao elenco em abril de 2020. As filmagens estavam programadas para começarem em 13 de julho de 2020, mas foram adiadas devido à pandemia de COVID-19. O filme foi anunciado oficialmente no Disney Investors Day, juntamente com a escalação de Gabrielle Union.
Em janeiro de 2021, Zach Braff se juntou ao elenco. Em fevereiro de 2021, Journee Brown, Kylie Rogers, Andre Robinson, Caylee Blosenski, Aryan Simhaldri, Leo Abelo Perry, Mykal-Michelle Harris, Christian Cote, Sebastian Cote e Luke Prael se juntaram ao elenco como filhos do casal. Erika Christensen foi adicionada ao elenco em abril. As filmagens começaram em Los Angeles em abril de 2021.
Shawn Levy, que anteriormente dirigiu a adaptação cinematográfica de 2003, foi confirmado em 2021 como produtor executivo do filme.

## Música
John Paesano compôs a trilha sonora do filme. Ela foi lançada em 18 de março de 2022, pela Hollywood Records e a Walt Disney Records.

## Lançamento
Em 12 de novembro de 2021, foi anunciado que o filme seria lançado em março de 2022. Em 7 de fevereiro de 2022, com o lançamento do trailer oficial, foi revelado que ele seria lançado em 18 de março de 2022, no Disney+. O filme teve sua estreia mundial no El Capitan Theatre em 16 de março.

## Recepção
No site agregador de críticas Rotten Tomatoes, 35% das 37 críticas são positivas, com uma classificação média de 5,10/10. O consenso crítico do site diz: “Cheaper by the Dozen adiciona algumas reviravoltas modernas à sua história adaptada, mas novas risadas são poucas e distantes entre si.”. No Metacritic, que usa uma média ponderada, atribuiu ao filme uma pontuação de 42 em 100 com base em 11 críticas, indicando "críticas mistas ou médias".
A Variety declarou: "Apesar de alguns dos erros deste filme, o coração por trás de suas mensagens está no lugar certo. Sentimentos lidando com a co-parentalidade após o divórcio e priorizando a família acima do sucesso monetário podem parecer antiquados na superfície. No entanto, é mais profundo, explorando e desafiando as grandes desigualdades e injustiças do nosso sistema social de uma forma ponderada e significativa.". A IGN avaliou o filme em 6 de 10, afirmando: "O reboot de Cheaper by the Dozen da Disney, estrelado por Zach Braff e Gabrielle Union, pode ser tão aleatório quanto sua premissa.". O The Guardian avaliou o filme com 3 de 5 estrelas, afirmando: "Assim como o filme de 2003, a essência do remake do Disney+ é um alegre caos doméstico moldado em didatismo leve: a importância da família nuclear (embora mista, nesta atualização) com lembretes para não ficar cego pelo sucesso financeiro ou pela atração do crescimento.". O Screen Rant deu ao filme 2,5 de 5 estrelas, dizendo "Cheaper by the Dozen é um drama familiar fofo que no final das contas não chega a nada. É ótimo que essa família mista seja tão diversa, mas se não houver uma integração ponderada de suas histórias, eles permanecem apenas vestidos de cenário.".